# Jan Solpera
Jan Solpera (* 26. prosince 1939 Jindřichův Hradec) je český tvůrce písma, typograf, grafik, pedagog a odborný publicista.

## Život
Příjmení zdědil Jan Solpera po předcích, kteří pocházeli z Itálie a jako stavitelé komínů působili na jihu Čech. V letech 1954–1958 studoval na SOŠV v Praze, ve studiu pokračoval u Františka Muziky na VŠUP (1959–1965) ve Speciálním ateliéru užité grafiky ke knižní úpravě a plakátu. Na téže škole vyučoval od roku 1973 nauku o písmu, roku 1987 se stal vedoucím Ateliéru knižní grafiky a písma, v roce 1992 mu byl udělen akademický titul profesor. V době normalizace spolupracoval s nakladatelstvím Odeon a Divadlem Na zábradlí.
Po třiceti letech pedagogického působení cítil potřebu změny a ze zájmu o vojenskou historii vzniklo celkem pět jeho knih, které se týkají především jihočeského regionu.

## Dílo

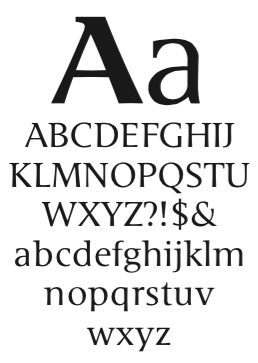
Písmo Areplos; původní kresby písma Jana Solpery z šedesátých let zdigitalizoval v roce 2005 František Štorm

Vytvořil řadu výstavních plakátů (např. areploS, 1989; nej!, 1987), divadelních plakátů (např. Don Juan, 1989; Kritická noc, 1994) a logotypů (např. Česká národní banka, 1993 nebo Akademie věd ČR, pro kterou navrhl písmo Scienta, 1998). Je autorem písma na českých bankovkách. Jeho logotyp z obálky Povídek Franze Kafky je bez vědomí autora využíván na turistických suvenýrech.
Velkou část jeho tvorby tvoří knižní grafika, je autorem návrhů několika desítek knižních titulů a četných edic (Alžbětinské divadlo). Vytvořil řadu typografických písem mj. Circo, Fat Twin, Blot, Plus, Meander uncial. Dále pak písma Solpera (1999) a Areplos (2005), která realizoval ve spolupráci s Františkem Štormem. Je obhájcem nově vytvořeného rukopisného písma Comenia Script, které vychází z tradice karolinského písma a humanistické kurzivy a mělo by usnadnit výuku psaní.
Roku 1977 sestavil novou klasifikaci typografických písem, jež byla přijata jako oborová norma. Napsal i řadu odborných studií, které byly uveřejněny např. v časopisech Typografia či Umění a řemesla. Je členem Type Directors Club New York, The Poster Society New Jersey, zakládajícím členem TypoDesignClubu, čestným členem Double Crown Club Cambridge a dalších oborových spolků.

### Československá klasifikace písem Jana Solpery
Klasifikace typografických písem prof. Jana Solpery byla zpracována jako oborová norma (ON 88 1101). Vyhovuje odlišnostem češtiny a slovenštiny. Solpera třídí tisková písma podle charakteristiky kresby z hlediska jejich vývoje od počátku užívání tiskových technik. Klasifikace umožňuje klasifikovat písma vzniklá v minulosti stejně jako písma, která teprve vzniknou. Jedná se o užitečnou pomůcku k základní orientaci mezi abecedami a jejich efektivnímu používání.
Vývoj antikvových (patkových) písem se dělí do tří etap. Dělení se používá i pro bezserifová a psaná písma, v tomto případě však neodpovídá přesně chronologickému vývoji a řídí se podle grafických znaků. Čtvrtá skupina neodpovídá žádné etapě vývoje.
Československá klasifikace tiskových písem obsahuje 11 klasifikačních skupin:
1. Dynamická antikva
2. Přechodová antikva
3. Statická antikva
4. Lineární písmo serifové
5. Lineární bezserifové statické písmo
6. Lineární bezserifové geometricky konstruované písmo
7. Lineární bezserifové dynamické písmo
8. Lineární antikva
9. Kaligrafická písma
10. Volně psaná písma
11. Písma lomená

Úplná klasifikace je vyjádřena čtyřmístným číselným kódem.
- první číslo označuje klasifikační skupinu (předcházející tabulka).
- druhé číslo označuje variantu základního principu. V naší klasifikaci jsou uvedeny maximálně čtyři varianty.
- třetí číslo klasifikuje vyznačovací nakloněný řez (kurzívu). Rozeznávají se tři varianty: dynamická, přechodová a statická.
- čtvrté číslo s rozsahem 1–6 označuje zdobené verze.

Písma 9–11 jsou spíše okrajová. Kaligrafická ani volně psaná písma nejsou určena pro sazbu rozsáhlého knižního textu a lomená písma se využívají zřídka.

### Ocenění
- 14. března 2015 – uveden do Síně slávy Cen Czech Grand Design.[6]

### Zastoupení ve sbírkách
- Moravská galerie v Brně
- Muzeum umění a designu Benešov
- Uměleckoprůmyslové museum v Praze

### Vlastní literární tvorba (výběr)
- Solpera Jan, Československá Druhá armáda I: Příběh 56 praporů Československé domobrany z Itálie, Jihočeské muzeum v Českých Budějovicích, 2014, ISBN 978-80-87311-36-3
- Solpera Jan, Československá Druhá armáda II: Historie jednotlivých praporů Československé domobrany v Itálii, Jihočeské muzeum v Českých Budějovicích, 2014, ISBN 978-80-87311-37-0
- Solpera Jan, Druhá armáda. II, Historie jednotlivých praporů Československé domobrany z Itálie , Jihočeské muzeum v Českých Budějovicích, 2014, ISBN 978-80-87311-37-0